# Bylnice (nádraží)
Bylnice je železniční stanice na jižním okraji města Brumov-Bylnice v okrese Zlín ve Zlínském kraji nedaleko řeky Vláry. Leží na neelektrizovaných jednokolejných tratích Horní Lideč – Bylnice a na tzv. Vlárské dráze. Bylnice je jednou ze tří stanic a zastávek ve městě, dalšími jsou Brumov a Brumov střed.

## Historie
Stanice byla otevřena 28. října 1888 při zprovoznění úseku z Uherského Brodu do Trenčianské Teplé v rámci budování tzv. Vlárské dráhy Rakouské společnosti státní dráhy (StEG) směrem na Slovensko, která tak završila původní projekt společnosti Českomoravská transverzální dráha (BMTB), jež usilovala o dostavbu traťového koridoru propojujícího již existující železnice v ose od západních Čech po Trenčianskou Teplou.
Po zestátnění StEG v roce 1908 pak obsluhovala stanici jedna společnost, Císařsko-královské státní dráhy (kkStB), po roce 1918 pak správu přebraly Československé státní dráhy. Dne 21. října 1928 byl z Bylnice zahájen provoz tzv. Masarykovy dráhy z Bylnice do Vsetína přes Horní Lideč.

## Popis
Nacházejí se zde dvě úrovňová nástupiště, oboustranné vnitřní nástupiště č. 2 (k příchodu slouží přechod přes koleje) a jednostranné vnější č. 1. Stanice je vybavena elektronickým informačním systémem pro cestující. Dlouhodobě se uvažuje o rekonstrukci a elektrizaci Vlárské dráhy.